# Riola Sardo
Riola Sardo (en sard, Arriora) és un municipi italià, dins de la província d'Oristany. L'any 2007 tenia 2.137 habitants. Es troba a la regió de Campidano di Oristano. Limita amb els municipis de Baratili San Pietro, Cabras, Narbolia, Nurachi i San Vero Milis.

## Administració
| Període | Identitat              | Partit        |
| ------- | ---------------------- | ------------- |
| 2005-   | Anna Maria Matarangolo | Llista cívica |